# Mangkubumen
Mangkubumen is een bestuurslaag in het regentschap Surakarta van de provincie Midden-Java, Indonesië. Mangkubumen telt 8599 inwoners (volkstelling 2010).